# Giuseppe Sauli D'Igliano
Giuseppe Sauli D'Igliano (Torino, 6 giugno 1853 – 14 gennaio 1928) è stato un pittore italiano.

## Biografia
La sua famiglia era originaria di Genova, ma lui risiedeva a Torino. Uno dei suoi maestri fu Celestino Turletti. Espose nel 1880 a Torino una tela raffigurante Offesa dal baffone. Nel 1883 espose La lezione a Roma e nel 1886 Asperges me Domini a Livorno. Tra le sue altre opere: Storielle di gioventù e Funerali e danze furono esposte all'Esposizione di Belle Arti di Torino del 1884